# Opération Motorman
Pendant le conflit nord-irlandais
L'opération Motorman est une opération militaire britannique pendant le conflit nord-irlandais visant à reprendre le contrôle des zones sous contrôle républicain à Belfast et Derry (Free Derry).
À la suite du Bloody Friday, le 31 juillet 1972, entre 4 h et 4 h 30, entre 21 000 et 28 000 soldats de l'Armée britannique et l'Ulster Defence Regiment (5 300 hommes) envahissent les zones sous contrôle de l'IRA provisoire et de l'IRA officielle (Bogside, Creggan, Andersonstown (en), Ballymurphy). Des chars Centurion, des transports de troupe blindés Saracen (en) et des bulldozers appuient l'opération, terminée à 7 h,,. Les IRA refusent l'affrontement, mais la population se soulève. L'armée britannique abat pendant les émeutes un civil et un membre de l'IRA provisoire, pourtant sans arme, toujours considérés par l'Armée britannique comme des terroristes. Le même jour, l'IRA provisoire fait exploser trois voitures piégées à Claudy (en) dans le comté de Derry, tuant neuf personnes.